# Burzum
Burzum este o formație de black metal înființată în anul 1991 în Bergen, Norvegia de către Varg Vikernes. Numele formației înseamnă întuneric în limba neagră din Mordor.
În 1994, Vikernes a fost condamnat la închisoare pentru uciderea lui Øystein Aarseth (chitaristul formației Mayhem 2009

## Istoric

### Anii de început (1991–1994)
În 1991, Burzum a înregistrat două demo-uri cu care a atras atenția lui Euronymous. Acesta înființase de puțin timp casa de discuri Deathlike Silence, și cei doi au început să colaboreze. Imediat Vikernes a început înregistrările pentru albumul de debut care avea să fie lansat în martie 1992. Toate cele patru albume înregistrate în 1992-1993 împărtășesc două caracteristici comune: calitatea este intenționat proastă și niciun album nu depășește 30 de ore petrecute în studio. Această atitudine Vikernes o pune pe seama faptului că dorea ca muzica creată de el să fie pură și naturală, să aibă "suflet"; această abordare era gândită ca rebeliune împotriva industriei muzicale comerciale.
Contribuția la proiectul Burzum, Vikernes și-a dorit-o anonimă, aceasta fiind cauza pentru care și-a ales pseudonimul Count Grishnackh.

### Detenția (1994–2009)
În mai 1994, Vikernes a fost condamnat la 21 de ani de închisoare pentru omor și incendiere. Cele două albume Burzum lansate de după gratii, Dauði Baldrs și Hliðskjálf, au fost înregistrate doar cu ajutorul unui sintetizator, accesul la alte instrumente fiind interzis în penitenciar. Din acest motiv, stilul muzical al acestor două albume este foarte diferit comparativ cu precedentele albume. Genul predominant e dark ambient, dar există și elemente de muzică medievală și minimalistă, o uriașă diferență față de black metal-ul necizelat cu care Burzum își obișnuise publicul.

### După eliberare (2009–prezent)
În mai 2009, după 15 ani de detenție, Vikernes a fost eliberat condiționat. În martie 2010 a fost lansat albumul Belus. Titlul albumului a fost inițial Den Hvite Guden (în limba română: Zeul Alb), dar a fost schimbat din cauza acuzațiilor de rasism. Vikernes a declarat că Zeul Alb este porecla lui Baldur și că nu are nici o legătură cu rasismul. În martie 2011, a fost lansat albumul Fallen, iar în mai 2012 , a fost lansat albumul Umskiptar. După acest album Varg s-a distanțat din nou de black metal și a revenit la dark ambient. În mai 2013 a fost lansat albumul Sôl austan, Mâni vestan, iar în iunie 2014 a fost lansat albumul The Ways of Yore.
În iunie 2018, după 27 de ani de existență, Varg a încheiat proiectul Burzum, mărturisind asta pe canalul lui de Youtube, care a fost șters în iunie 2019.
În octombrie 2019, Vikernes a postat, pe Twitter, un tweet spunând că intenționează să lanseze un nou album cu proiectul Burzum. El a anunțat că numele albumului va fi Thulêan Mysteries, care va avea 23 de melodii. Piesele albumului au fost folosite anterior ca muzică de fundal pe canalul său de YouTube, care a fost șters în același an. Pe 18 decembrie, Vikernes a pregătit coperta albumului pentru Thulêan Mysteries.
În data de 13 martie 2020, a fost lansat albumul Thulêan Mysteries.

## Muzică

### Stil
Muzica lui Burzum include elemente caracteristice black metal-ului: tremolo la chitară (aceeași notă este cântată într-o succesiune rapidă), chitară bas dublu la baterie (se folosesc două tobe bas, fiecare cu pedala ei sau o singură tobă bas cu două pedale) și versuri cântate într-o manieră brutală. Melodiile sunt caracterizate de repetiții hipnotice și structuri simple, dar profunde; această sonoritate specifică a fost prezentă pe toate albumele, indiferent de stilul muzical adoptat. Vikernes a descris Burzum ca pe un fel de "vrajă", al cărei scop este acela de a crea o lume imaginară înrădăcinată în istoria păgână.

### Influențe
La început Vikernes a fost puternic influențat de scrierile lui J. R. R. Tolkien. Semnificativ în acest sens este însuși numele formației: Burzum este un cuvânt din limba neagră din Mordor care înseamnă întuneric. Acest cuvânt apare și pe inscripția de pe Inelul Suprem: "Ash nazg durbatulûk, ash nazg gimbatul, / Ash nazg thrakatulûk agh burzum-ishi krimpatul" se traduce prin "Un inel să le stăpânească, un inel să le găsească, / Un inel să le aducă pe toate și în întuneric să le unească". Alt exemplu e pseudonimul ales, Count Grishnackh, preluat de la numele unui orc pe nume Grishnákh.
Ulterior, tema predominantă a devenit mitologia nordică și păgânismul. Trilogia alcătuită din albumele Dauði Baldrs, Hliðskjálf și Belus se referă în special la moartea lui Baldur și simbolistica acestui mit în concepția lui Vikernes.
Printre formațiile care au influențat Burzum se numără Hellhammer, Destruction, Bathory, Celtic Frost, Darkthrone, Mayhem și Thorns.

## Discografie

### Albume de studio / EP-uri
- Burzum (1992)
- Aske (EP) (1993)
- Det som engang var (1993)
- Hvis lyset tar oss (1994)
- Filosofem (1996)
- Dauði Baldrs (1997)
- Hliðskjálf (1999)
- Belus (2010)
- Fallen (2011)
- Umskiptar (2012)
- Sôl austan, Mâni vestan (2013)
- The Ways of Yore (2014)

### Demo-uri / Promo-uri
- Burzum (Demo I) (1991)
- Burzum (Demo II) (1991)
- Burzum (Promo) (1992)

### Compilații
- Burzum / Aske (1995)
- 1992-1997 (1998)
- Presumed Guilty (1998)
- Gummo (coloană sonoră)  (1998)
- Anthology (2002)
- Fenriz Presents... The Best Of Old-School Black Metal (2004)
- Draugen - Rarities (2005)
- Anthology (2008)
- 1992-1999 (2010)
- From The Depths Of Darkness (2011)

### Albume tribut
- Visions (2002)
- A Man, A Band, A Symbol (2003)
- Wotan Mit Uns! (2003)
- The Tribute (2005)
- Burzum Tribute Attakk (2005)
- Triumph Und Wille (2006)
- Lost Freedom (2007)
- A Hungarian Tribute To Burzum: Life Has New Meaning (2008)
- Bethlehem Struluckt - Tribute To Burzum: When The Night Falls (2009)
- A Tribute To Varg Vikernes: Born To Be White (2010)
- Endlich - Was Einst War (2011)
- Forsvunnet Filosofem - A Tribute To Burzum (2012)

## Video
Count Grishnackh a apărut în câteva documentare
- Satan Rir Media (1998)
- Until The Light Takes Us (2008)

### Videoclipuri
- Dunkelheit (1996)

## Membrii formației

### Membri
- Varg Vikernes - vocal, toate instrumentele (1991 - 2000, 2009 - 2018)

### Foști membri
- Euronymous (Øystein Aarseth) - chitară (1992)
- Samoth (Tomas Haugen) - chitară chitară bas (1992)